# Antichlidas
Antichlidas là một chi bướm đêm thuộc phân họ Olethreutinae trong họ Tortricidae.

## Các loài
- Antichlidas holocnista Meyrick, in Caradja, 1931
- Antichlidas trigonia Zhang & Li, 2004